# Dossiers Michel Vaillant
Pour un article plus général, voir Michel Vaillant.
Inspirés par la bande dessinée Michel Vaillant de Jean Graton, les dossiers Michel Vaillant sont une collection d'ouvrages mêlant bandes dessinées et textes documentaires autour de champions de sports mécaniques ou de stars passionnées par le sujet. 